# South Park: El fin de la obesidad
«South Park: El fin de la obesidad» (título original: «South Park: The End Of Obesity») es un episodio especial de televisión estadounidense de comedia animada para adultos de 2024. Es el séptimo especial de televisión de South Park y el episodio 328 de la serie en general. El especial se estrenó el 24 de mayo de 2024 en Paramount+.
El especial parodia el uso popularizado por celebridades de medicamentos para bajar de peso como Ozempic y critica la inaccesibilidad del sistema de salud estadounidense.
El tema principal del episodio lo canta Randy Marsh con la letra habitual, pero al estilo de « The Man Comes Around» de Johnny Cash.

## Trama
Eric Cartman y su madre Liane visitan al médico, preocupados por el peso del primero. Al negarse a hacer ejercicio, Cartman es informado de las propiedades de Ozempic para perder peso, lo que le permite soñar inmediatamente con no ser contraatacado por su obesidad mientras insulta a cualquier persona, incluidas las de Pakistán. Sin embargo, su madre no puede permitirse los nuevos medicamentos, ya que no están cubiertos por el seguro para perder peso.
Butters Stotch y Kyle Broflovski ven la desesperación anormal de Cartman y deciden acompañarlo a la compañía de seguros. Los llevan ante una recepcionista obsoleta para presentar un reclamo. Después de un largo y complicado viaje a través del sistema de salud estadounidense, todavía no pueden conseguir Ozempic para Cartman y deciden hacerlo ellos mismos después de aprender a cómo hacerlo en TikTok. Mientras tanto, Randy Marsh intenta avergonzar a su hija, Shelley, vistiendo uno de sus crop-tops para recogerla de la escuela. Muchas de las mamás de la ciudad han estado adelgazando su cintura usando varios medicamentos semaglutida y exponiendo su abdomen en todo momento. Cuando ven a Randy usando un top corto, asumen que está haciendo lo mismo y lo invitan a una de sus fiestas. Randy se une a recibir las inyecciones, creyendo que se trata de una nueva droga para fiestas sin resaca y posiblemente experimentando el efecto placebo.
La primera dosis hecha por los niños y tomada por Cartman parece lograr frenar su apetito, animando a Kyle a producir más para beneficiar a todas las personas que no pueden pagar el medicamento. La noticia de su Ozempic falsificado llega a una mafia formada por mascotas de cereales que adoran el azúcar y que acceden a acabar con la nueva base de fabricación de medicamentos de los chicos.
A medida que el Ozempic legítimo comienza a escasear, las mamás y Randy comienzan a robar farmacias y, finalmente, a los niños. Las mascotas también se inyectan una planta de semaglutida en la India de la que dependen los niños y promueven en secreto un medicamento para la positividad corporal que suprime la esperanza de perder peso llamado «Lizzo». En un último esfuerzo por conseguir semaglutidas, Kyle las pide al por mayor. El camión que entrega el último lote de semaglutidas es emboscado por las mamás y Randy, quien se arredra y se marcha con él. Los niños suben al camión mientras las mascotas de los cereales y las mamás lo persiguen. Finalmente alejan a las mascotas, a costa de que el Tigre Tony mate a Kenny McCormick. Una vez que los chicos abren el camión, se revela que contiene al anticuado recepcionista de la compañía de seguros, lo que revela que la forma de conseguir semaglutidas en el país es, una vez más, un viaje largo y complicado a través del sistema de salud estadounidense.
Después de que Sharon toma la droga de Lizzo, complementada con escuchar la música de Lizzo, comienza a defecar por los oídos. Después de ver su estado, el médico puede recetarle Ozempic. Randy la encuentra antes de que reciba su primera inyección y la convence de que no se la ponga. En su lugar, deciden volver a consumir algunas buenas drogas; es decir, molly. Kyle da un discurso pidiendo el fin de la vergüenza por la gordura, lo que hace que Cartman insulte alegremente a sus compañeros de clase sin repercusiones; posteriormente, aborda un vuelo con destino a Pakistán para cumplir su sueño.

## Promoción y lanzamiento
En el avance, lanzado el 15 de mayo de 2024, Eric Cartman se reúne con un médico, quien dice que deben recurrir a »medidas drásticas» para reducir su peso. Luego muestra a Kyle Broflovski disuadiendo a Cartman de usar algo, pero Cartman dice: «Hagámoslo». También muestra a Randy Marsh y Butters Stotch discutiendo sobre los medicamentos para bajar de peso y el sistema de atención médica estadounidense.

## Reparto
- Trey Parker
- Matt Stone
- April Stewart
- Mona Marshall
- Kimberly Brooks
- Jessica Makinson
- Vernon Chatman
- Jennifer Howell
- Feraz Ozel
- Betty Boogie Parker
- Abdullah Saeed

## Desarrollo
El 5 de agosto de 2021, Comedy Central anunció que Trey Parker y Matt Stone habían firmado un acuerdo de 900 millones de dólares para extender la serie a 30 temporadas hasta 2027 y 14 largometrajes, exclusivos de la plataforma de streaming Paramount+. Finalmente se confirmó que se estrenarían dos películas por año. Parker y Stone declararían más tarde que los proyectos no serían largometrajes y que fue ViacomCBS quien decidió publicitarlos como películas.

## Recepción
John Schwarz de Bubbleblabber le dio al episodio un 8/10, nombrándolo «uno de los esfuerzos más parecidos a una parodia cinematográfica» y comentó que «desde la Trilogía de Imaginationland, Trey Parker nunca había recurrido a este conjunto de trucos para volverse realmente loco al integrar elementos fantásticos, como un grupo de mascotas de cereales de desayuno enojadas en la trama del programa y lo hace de una manera tan histérica». Renaldo Matadeen, que escribe para CBR, consideró que el episodio «habla de otro problema del mundo real, donde organismos como la FDA y otras autoridades advierten contra este tipo de farmacias secundarias». La rapera Lizzo, a quien se hace referencia en el episodio, reaccionó en un video publicado en Instagram, diciendo: «Chicos, mi peor temor se ha hecho realidad. Me han mencionado en un episodio de South Park».